# Рикардо Касин
Рикардо Касин (на италиански: Riccardo Cassin) е виден италиански алпинист. Разработва и алпийско оборудване, автор е на няколко книги и пътеводители. През дългогодишната си спортна кариера извършва около 2500 изкачвания в различни райони на света, като около 100 от тях са по нови, изключително сложни маршрути. Много от тях, като „Маршрутът на Касин“ на Пиц Бадиле и на Маккинли, носят неговото име. Кавалер на Големия кръст на ордена „За заслуги пред Италианската република“. Почетен член на италианския, френския, швейцарския, испанския, американския, испанския алпийски клуб.

## Ранни години
Роден е на 2 януари 1909 г. в селско семейство в Сан Вито ал Таляменто във Фриули, когато този регион все още е бил част от Австро-Унгарската империя. Когато е на три години, баща му Валентино емигрира в Канада, където загива при минна катастрофа през 1913 г., едва 29-годишен. Рикардо Касин напуска училище на 12-годишна възраст, за да работи за ковач. През 1926 г., когато е на 17 г., той се мести в Леко, където намира работа в стоманодобивния завод. Първото му спортно увлечение е боксът, но е очарован от планините, които се извисяват над езерото Комо и езерото Гарда.
През 1940 г. се жени за Ирма, от която има трима сина – Валентино, Пиерантонио и Гуидо.

## Алпинизъм
Касин започва да се занимава с алпинизъм около 1930 г. заедно с група, известна като „паяците на Леко“ (Ragni di Lecco). През 1934 г. той прави първото изкачване на Чима Пиколисима на Тре Чиме ди Лаваредо (Tre Cime di Lavaredo). През 1935 г., след като повтаря маршрута на Емилио Комичи по северозападната стена на Чивета, той изкачва югоизточния ръб на Кулата Триесте (Torre Trieste), а след това заедно с Виторио Рати установява нов маршрут по северната стена на Чима Овест ди Лаваредо – по северното ѝ ребро което по това време е било един от най-големите проблеми пред европейския алпинизъм и което неуспешно е било атакувано 27 пъти.
През 1937 г. прави първото си изкачване по гранита на Западните Алпи. В продължение на три дни (14 – 16 юли) той осъществява първото изкачване на Северната стена на Пиц Бадиле (Piz Badile) в Бергел (Val Bregaglia, Bergell), Швейцария, придружен от Виторио Рати и Джино (Луиджи) Еспозито, като по маршрута спасяват Марио Молтени и Джузепе Валсечи, които цяла седмица са заседнали на 500-метровата стена. Този маршрут е известен днес като „Пътят на Касин“ или Via Cassin. Рикардо Касин потвърждава необикновените си алпийски умения 50 години по-късно, като изкачва този маршрут отново на 78-годишна възраст, при това двукратно.
Може би най-известното му първо изкачване е на Северната стена на Гранд Жорас в масива Монблан на 4 – 6 август 1938 г. с Джино Еспозито и Уго Тицони. Маршрутът им (Реброто Уокър, Walker Spur) е директно изкачване към върха Поант Уокър, най-високия от върховете на Гранд Жорас. Алпийският историк Хелмут Дюмлер коментира, че това е „дотогава всеобщо признато като най-доброто алпийско предизвикателство“. „Те не знаят нищо за района на Шамони, никога преди не са били там и по странен начин питат пазача на хижата къде е Гранд Жорас. Още по-неясно, мъжът прави широк жест и казва: „някъде там“. Той не е разпознал италианците и смята, че въпросът им е шега. Силно изненадан е, когато на следващата вечер вижда светлина на бивак доста високо на ръба Уокър; до следващата нощ светлината се е промъкнала по стената. На 6 август групата достигна хребета на върха, където е уловена от жестока буря, която принуждава мъжете да бивакуват по пътя надолу.“
През 1939 г., заедно с Тицони, Касин прави първото изкачване по стръмна линия на Северната стена на Егюий дьо Лешо. Същата година минава и източния ръб на Голем (Golem).
Касин е един от водещите алпинисти през междувоенния период. Като цяло той прави общо 2500 изкачвания, от които над 100 са първи изкачвания.

## Втора световна война
По време на Втората световна война Касин се бие на страната на партизаните срещу германските окупатори. На 26 април 1945 г., когато е партизански ръководител, той и Виторио Рати (който го е придружавал при няколко първи изкачвания) се опитват да спрат група германски войници да избягат към Валтелина и Санкт Мориц и Рати е застрелян. Касин е награден за действията си в партизанската кампания през годините 1943 – 1945.

## Ръководител на експедиции
Касин е трябвало да участва в италианската експедиция, която е направила първото изкачване на К2 в Каракорум през 1954 г., но Ардито Дезио, главният ръководител на експедицията на Италианския алпийски клуб, предпочита Касин да не участва.
След това Касин се концентрира върху организирането и ръководенето на експедиции сам, включително първото изкачване на Гашербрум IV от веригата Гашербрум в Каракорум от Валтер Бонати и Карло Маури на 6 август 1958 г. и експедиция, която изкачва Джиришанка в Андите през 1969 г.
През 1961 г. Касин е едновременно водач и успешен участник в експедицията, която прави първото изкачване на наречения след това в негова чест Хребет Касин на Маккинли в Аляска – най-техничния маршрут в планината по това време. Президентът Кенеди му изпраща телеграма с поздравления и е предвидена среща между двамата, осуетена от кризата в Залива на прасетата. През 1975 г. Касин води експедиция до неизкачваната дотогава южна стена на Лхотце в Хималаите, но този опит е неуспешен поради лошото време.

## Алпийска екипировка
Касин започва да проектира и произвежда оборудване за алпинизъм в Леко през 1947 г., когато произвежда първите си скални клинове. През 1948 г. произвежда първите си чукове; първите му ледокопи се появяват през 1949 г.; през 1950 г. се появяват неговите карабинери. Същата година той произвежда „първите пухени завивки за неевропейски алпийски експедиции“, които започват да се произвеждат две години по-късно. През 1958 г. той и синът му правят първия си прототип на сбруя, производството започва две години по-късно, същата година, когато той представя титаниеви котки.
През 1967 г. компанията става дружество с ограничена отговорност и в началото на 80-те години се премества от Леко във Валмадрера. През 1997 г. компанията CAMP купува търговската марка Cassin. 

## Автор
Касин е на няколко книги и ръководства, както и на много статии, свързани с алпинизма.
- Riccardo Cassin, Cinquant'anni di alpinismo, Dall'Oglio, Milano, 1977. Издания на английски: Riccardo Cassin, Fifty Years of Alpinism, Diadem, 1980, ISBN 0898860601, 1981 (във Великобритания), 1981 и 1982 (в САЩ).
- Riccardo Cassin, Alpi occidentali: Bianco, Cervino, Rosa, Grafica e Arte Bergamo, 1990, ISBN 8872011043

Автобиографични текстве: Dove la parete strapiomba (1958), Capocordata, la mia vita di alpinista (2001).

## Честване на стотния рожден ден
Касин навършва 100 години на 2 януари 2009 г. За отбелязване на случая е издадена ретроспективна книга, озаглавена Riccardo Cassin: Cento volti di un grande alpinista („Рикардо Касин: Сто лица на велик алпинист“), съдържаща сто свидетелства от хора, свързани с Касин, включително Едуард Френдо, Жорж Ливанос, Джон Ф. Кенеди, Райнхолд Меснер, Карло Маури, Валтер Бонати, Джани Брера и Кандидо Канаво.
Касин умира в Пиани деи Резинели (Piani dei Resinelli), Леко, на 6 август 2009 г., на 100 години и седем месеца.

## Отличия
- Кавалер на Големия кръст на Ордена за заслуги към Република Италия (Cavaliere di Gran Croce Ordine al merito della Repubblica Italiana) – Рим, 9 февруари 1999 г.[12]
- Grand'Ufficiale dell'Ordine al merito della Repubblica Italiana - 5 януари 1980 г.) [13]